# The Opposites
Pour les articles homonymes, voir Opposites (homonymie).
The Opposites est un groupe de hip-hop néerlandais. Formé en 2004, il est composé des rappeurs Willem de Bruijn (Willy) et Twan van Steenhoven (Big2). Leur carrière dans le rap débute lorsque de Bruijn devait rédiger un morceau de rap pour son professeur en guise de punition. Willem réalise qu'il a du potentiel et décide de se lancer dans le rap, avec son ami Twan van Steenhoven. Ils choisissent le nom de groupe The Opposites du fait que Willem était petit et bronzé, tandis que Twan est grand et pâle.

## Biographie

### Débuts
À la suite de sa participation à un concours sur Internet, The Opposites signe un accord avec le label Mastermind Records qui tente à cette époque de créer une suite de l'album Streetremixes des D-men. Le groupe participe aux Streetremixes 2 et 3, en collaboration avec d'autres artistes tels que Yes-R, Brace, Lange Frans et Baas B. Le groupe commercialise son tout premier album studio intitulé Youngsters en 2005, composé principalement de paroles en anglais. Après Youngsters, les deux compères décident de chanter en néerlandais. Le duo enregistre une démo sur cassette audio intitulée Vuur, gratuitement téléchargeable sur Internet, et qui a également été diffusée sur radio. 
Le groupe change par la suite de label pour TopNotch dans le but d'y créer un nouvel album studio en 2005. La même année, le groupe se forge sa popularité grâce aux titre à succès Wat Wil Je Doen de The Partysquad (en) et à leur propre single intitulé Fok Jou de leur album non commercialisé De Fik Erin. Leur album De Fik Erin est enregistré à la fin 2005 et le second single de cet album est commercialisé séparément début 2006 : Slaap. Slaap est le premier titre à succès de The Opposites atteignant la septième place au classement Mega Top 50.

### Popularité
En 2007, The Opposites commercialise son second album studio : Begin Twintig. Cet album contient le titre à succès Dom, Lomp en Famous, un single aux paroles simples très populaire aux Pays-Bas. L'album contient seize titres, Twan (Big2) participant à quinze d'entre eux. En 2007, les rappeurs gagnent leurs premiers prix. En 2006, ils n'avaient remporté qu'un prix.
En 2010, ils sont nommés aux MTV Europe Music Awards dans la catégorie régionale du « meilleur artiste néerlandais et belge », récompense emportée par Caro Emerald. The Opposites participent au festival Noorderslag de Groningue.

## Discographie

### Albums studio
| Titre                                                       | Détails                                                            | Meilleure position | Meilleure position | Ventes | Certifications |
| Titre                                                       | Détails                                                            | NED                | BEL (VLA)          | Ventes | Certifications |
| ----------------------------------------------------------- | ------------------------------------------------------------------ | ------------------ | ------------------ | ------ | -------------- |
| Youngsters                                                  | - Date de sortie : 2005 - Label : Mastermind Records - Format :    | —                  | —                  |        |                |
| Vuur (démo sur cassette audio)                              | - Date de sortie : 2005 - Label : Mastermind Records - Format :    | —                  | —                  |        |                |
| De fik er in                                                | - Date de sortie : 14 septembre 2005 - Label : TopNotch - Format : | 81                 | —                  |        |                |
| Rauwdauw                                                    | - Date de sortie : 8 avril 2006 - Label : TopNotch - Format :      | —                  | —                  |        |                |
| Begin twintig                                               | - Date de sortie : 1er octobre 2007 - Label : TopNotch - Format :  | 23                 | —                  |        |                |
| Op volle toeren (cassette audio) (avec Dio et Flinke Namen) | - Date de sortie : 8 avril 2008 - Label : TopNotch - Format :      | —                  | —                  |        |                |
| Zin in! (cassette audio)                                    | - Date de sortie : 20 mai 2009 - Label : TopNotch - Format :       | —                  | —                  |        |                |
| Succes / Ik ben Twan                                        | - Date de sortie : 5 mars 2010 - Label : TopNotch - Format :       | 9                  | 57                 |        |                |

### Singles
| Titre                                            | Année | Meilleure position | Meilleure position | Certifications | Album                            |
| Titre                                            | Année | NED                | BEL (VLA)          | Certifications | Album                            |
| ------------------------------------------------ | ----- | ------------------ | ------------------ | -------------- | -------------------------------- |
| Fok Jou                                          | 2005  | 80                 | —                  |                | De Fik Er In                     |
| Slaap / Oew oew                                  | 2006  | 4                  | —                  |                | De Fik Er In                     |
| Je weet zelluf (avec Ali B)                      | 2007  | 59                 | —                  |                |                                  |
| Dom, lomp en famous (avec Dio et Willie Wartaal) | 2007  | 23                 | —                  |                | Begin twintig                    |
| Vaandag / Me nikes (avec Sef)                    | 2008  | 76                 | —                  |                | Begin twintig                    |
| Broodje Bakpao (avec Gers et Sef)                | 2009  | 1                  | 3                  |                | Ik ben Twan                      |
| Licht Uit                                        | 2010  | 19                 | 3                  |                | Succes (album de Willie Wartaal) |
| Brief Aan Jou (avec Trijntje Oosterhuis)         | 2010  | 10                 | —                  |                | Ik Ben Twan                      |
| Crazy Zin In (avec Sef)                          | 2010  | —                  | 79                 |                | Ik Ben Twan                      |
| Slapeloze Nachten                                | 2012  | 1                  | 20                 |                | Inconnue                         |
| Hey DJ                                           | 2012  | 18                 | 67                 |                | Inconnue                         |
| Sukkel voor de liefde (avec Mr. Probz)           | 2013  | 10                 | 52                 |                | Inconnue                         |